# Бар-код
Бар-код су штампане серије паралелних линија променљиве ширине које служе за означавање производа у сврху лаког препознавања помоћу посебних уређаја. Користи се при препознавању производа, возила, вагона, пакета, робе и др. у поступку било каквог кретања/проласка кроз одређени простор. Користи се свуда где је потребно нешто брзо препознати. Најпознатији примери су у продавницама, супер и хипер маркетима.
Ширина и размак између линија представља бинарну информацију коју ишчитава  оптички скенер.
И док су раније продавци морали знати напамет цену производа, данас је у поступку наплате потребно робу препознати на благајни, тј. рачунар уз помоћ читача бар-кода сам препознаје о ком производу је реч и из базе података узима податак о цени и приказује на рачуну. Истовремено се бази података пријављује да је одређени производ продат и да се по достизању најмање предвиђене количине на залихи аутоматски изврши нова поруџбина произвођачу.

## Врсте бар-кодова
- Код 93
- Код 128

## Дводимензионални кодови
Ови кодови су познати и као сликовни кодови.

## Будућност
Благајне у данашњим продавницама, нарочито хипермаркетима, превише су споре, па се у будућности предвиђа означавање свих производа RF идентификационим налепницама (користи се скраћеница RFID) чиме би проласком кроз детектор рачунар одмах знао који се све производи налазе у корпи (колицима). Данас се обично RFID налепнице паралелно означавају и бар-кодовима.

## Занимљивости
На конкурсу за избор најбоље нове српске речи одржаном 2024. године у организацији сајта „Мала библиотека” из Лондона, на списку од 130 речи које су ушле у први ужи избор на основу суда стручног жирија, нашла се и кованица предложена као замена за туђицу „бар-код” — реч „ценоказ”.